# 한영빈
한영빈(1916년~2003년 12월 9일)은 대한민국의 의사이다. 한영빈 선생은 만주국 용정에서 의대를 졸업해 의사 자격을 얻은 뒤 함흥시에서 진료를 하다가 월남하였고,   한국 전쟁당시 흥남 철수 작전시 배를 타고 포항시로  월남한 뒤 1950년 12월 23일 미군의 지원을 받아 포항세명기독병원을 개원하였다. 그뒤 서울우석대학교에서 박사 학위를 받았다. 사회공헌 활동으로 여러 표창을 받은 그는 2003년 12월 9일 사망했다. 현재 병원은 3남인 한동선이 경영중이다.
1. ↑  https://www.khanews.com/news/articleView.html?idxno=207118
2. ↑  https://www.kyongbuk.co.kr/news/articleView.html?idxno=854332&sc_sub_section_code=S2N2